# 圣若昂-杜伊瓦伊
圣若昂-杜伊瓦伊是巴西巴拉那州的一个市镇。总面积353.331平方公里，总人口12022人，人口密度34人/平方公里。